# Пыра (река)
Пыра — река в Нижегородской области России, протекает по территории городского округа город Дзержинск и Балахнинского района. Устье реки находится в 2253 км по правому берегу реки Волги. Длина реки составляет 36 км, площадь водосборного бассейна — 155 км².
Возле рабочего посёлка Большое Козино и посёлка Костенево на реке образован пруд.
В 1800-е годы воды Пыры использовали для наполнения Пырского канала, выстроенного инженером Бетанкуром.

## Данные водного реестра

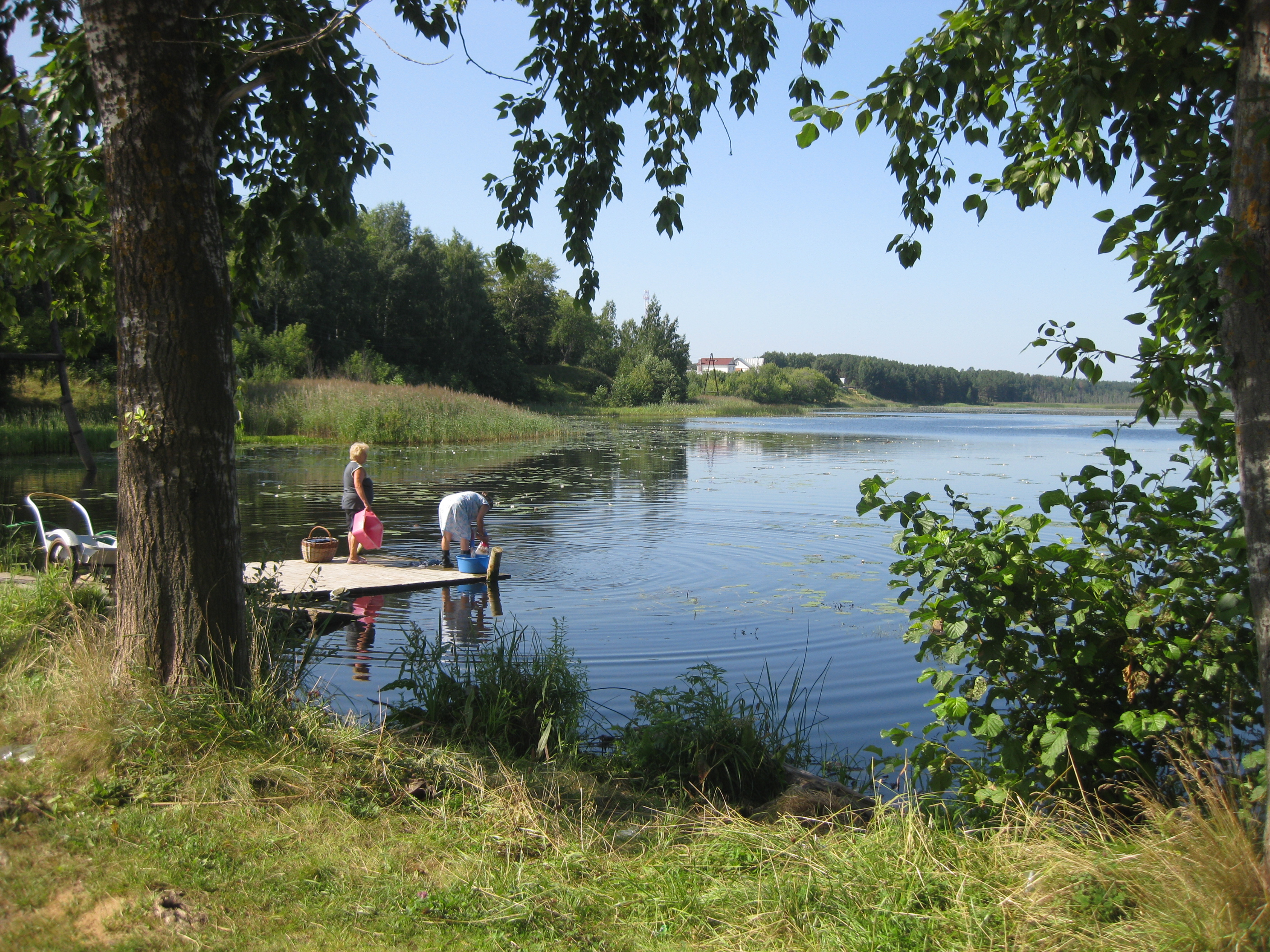
Пруд в Большом Козине

По данным государственного водного реестра России относится к Верхневолжскому бассейновому округу, водохозяйственный участок реки — Волга от Горьковского гидроузла и до устья реки Ока, речной подбассейн реки — Волга ниже Рыбинского водохранилища до впадения Оки. Речной бассейн реки — (Верхняя) Волга до Куйбышевского водохранилища (без бассейна Оки).
По данным геоинформационной системы водохозяйственного районирования территории РФ, подготовленной Федеральным агентством водных ресурсов:
- Код водного объекта в государственном водном реестре — 08010300512110000017374
- Код по гидрологической изученности (ГИ) — 110001737
- Код бассейна — 08.01.03.005
- Номер тома по ГИ — 10
- Выпуск по ГИ — 0